# Rusłan Otwerczenko
Rusłan Jurijowycz Otwerczenko (ukr. Руслан Юрійович Отверченко; ur. 6 stycznia 1990 w Ułan Bator, zm. 15 stycznia 2023 w Kijowie) – ukraiński koszykarz, występujący na pozycji rzucającego obrońcy, reprezentant kraju.

## Osiągnięcia
Stan na 17 kwietnia 2022, na podstawie, o ile nie zaznaczono inaczej.

### Drużynowe
- Mistrz Ukrainy (2017)
- Brązowy medalista mistrzostw Ukrainy (2020)
- Finalista Pucharu Ukrainy (2010, 2017, 2021)
- Uczestnik rozgrywek międzynarodowych:
  - Ligi Mistrzów FIBA (2017/2018)
  - EuroChallenge (2009–2011, 2013/2014)

### Indywidualne
- Zaliczony do I składu kolejki ligi ukraińskiej (3, 20 – 2011/2012)
- Uczestnik meczu gwiazd ligi ukraińskiej (2012, 2017, 2018)
- Zwycięzca konkursu rzutów za 3 punkty podczas meczu gwiazd ligi ukraińskiej (2012)

### Reprezentacja
Seniorska
- Uczestnik:
  - Eurobasketu (2017 – 15.miejsce)
  - kwalifikacji do Eurobasketu (2017)

Młodzieżowa
- Wicemistrz Europy U–18 dywizji B (2007)
- Uczestnik:
  - uniwersjady (2011 – 9. miejsce)
  - mistrzostw Europy:
    - U–20 (2009 – 12. miejsce, 2010 – 8. miejsce)
    - U–18 (2008 – 12. miejsce)
    - U–16 (2006 – 12. miejsce)